# Чугунов Дмитро Олександрович
Дмитро Олександрович Чугунов (нар. 25 лютого 1986, Москва) — російський громадський діяч, комісар руху Наші. .Засновник і голова громадського руху «СтопХам». Член Громадської палати Російської Федерації. Перший заступник голови комісії з громадської безпеки та ОНК.

## Біографія

### Освіта
Після закінчення 11 класу вступив до Педагогічного коледжу No.15 і закінчив його за фахом Педагог-організатор зі спеціалізацією в області психології в 2005 році. З 2005 року комісар руху «Наші» в цьому ж році був учасником зустрічі з президентом Володимиром Путіним у резиденції «Завідово». З 2006 року керівник напряму «Наша Армія» в Іваново, руху «Наші» в Москві.

### Військова служба
З 2006 по 2008 проходив строкову службу в загін спеціального призначення «Витязь» і «Тайфун» ВВ МВС РФ;
Відрядження до Дагестану в 2007 у складі ОСН Витязь.
Снайпер. Бронзовий призер чемпіонату військ зі стрільби з снайперської гвинтівки 2008.
Чемпіон Східного регіонального командування ВВ МВС РФ по Дзю-до, Самбо, стрільби з особистої зброї (гвинтівка). Учасник 6 чемпіонатів Військ.
З 2008 по 2010 проходив контрактну службу як інструктор взводу СН у Москві.

### Громадська діяльність
З 2005 року комісар руху Наші. З 2009 по 2010р педагог ЦО № 1861;
Випускник МГППУ за спеціальністю соціальний педагог. Переможець окружного конкурсу лідерів і керівників дитячих і молодіжних громадських об'єднань «Лідер 21 століття» в номінації «Лідер від 18 до 25 років». Переможець міського етапу конкурсу в номінації «За особистий приклад».
Керівник відділення руху Місцеві в місті Одинцово з вересня по грудень 2009 року.
З січня 2010 року автор і керівник програми «Резерв» по вихованню захисників вітчизни та підготовці висококласного кадрового
резерву для МО, МВС та МНС.
З 2010 року і по т.ч. — Керівник проекту «СтопХам», в першу рейдах (до середини 2011 року) брав участь сам.
У 2012 році став провідним телевізійного проекту на ТВЦ — «Міські Війни», проект проіснував рівно 1 сезон і був закритий у зв'язку зі зміною керівництва.
З 2014 року — член Громадської палати Російської Федерації.
30 жовтня 2014 Чугунов за зверненням ініціативної групи громадян виїхав на місце знесення автостоянки на Дмитрівському шосе. У результаті конфлікту з невідомими в уніформі ФСРБ отримав різні травми і був госпіталізований. В даний час повернувся до активної діяльності.